# Pierre Labat (sculpteur)
 (juin 2018).
Pour les articles homonymes, voir Pierre Labat.
Pierre Labat, né en 1977 à Auray (Morbihan), est un artiste contemporain dont le travail se compose principalement de sculptures minimales qui remettent en cause notre vision de l'espace environnant.

## Opinions critiques
« Ses productions allient une simplicité, par des éléments formels dépouillés, à une complexité, par la relation qu'ils entretiennent avec leur contexte de monstration. Leur neutralité apparente vole en éclats dès que le visiteur entre plus en avant dans les pièces. Il y découvre alors une dimension poétique.(...)
Le visiteur n’est cependant pas pour autant acteur, on le qualifiera plutôt de « viveur » au sens situationniste du terme. Il devient “ co-présent ” de l’œuvre dans la galerie.
L’artiste  suggère « une humanité par défaut ». »
— Karen Tanguy 2005

## Expositions personnelles (sélection)
- 2024 : Tel Que, Centre d'Art La Chapelle Jeanne D'Arc, Thouars
- 2021 : Y, Galerie ALF, Lyon
- 2021 : Reasonable Doubt, Galerie Quatre / Le Ciel Dans L’Escalier, Arles
- 2019 : Lo Mismo, Faculté d'architecture UAQ, Querétaro, Mexique
- 2019 : Aqua Alta, Galerie 5un7, Bordeaux
- 2018 : Eight and a half feet, Xhc, Bordeaux
- 2017 : 9 novembre, Galerie Snap Projects, Lyon
- 2017 : Mute, Interface, Dijon
- 2017 : Toute chose étant égale, Galerie Quatre / Galerie Cyrille Putman, Arles
- 2016 : Mano a mano, Espace pour l'art, Paris
- 2015 : L'effet de sol, galerie Emmanuel Hervé, Paris
- 2015 : Ombre blanche, Les Ateliers, Clermont-Ferrand
- 2015 : Les Circonstances, Bikini, Lyon
- 2013 : Le réel capital, galerie Cortex Athletico, Bordeaux
- 2012 : () )(  , galerie Jeune Création, Paris
- 2012 : Smooth Gallery, galerie ACDC, Bordeaux
- 2010 : Intersection avec le modèle, galerie ACDC, Bordeaux
- 2008 : Themselves, Maison d'Édition Analogues, Arles
- 2008 : I, galerie ACDC, Brest
- 2006 : La Sirène, Atelier de Christophe Cuzin, Paris

## Expositions collectives (sélection)

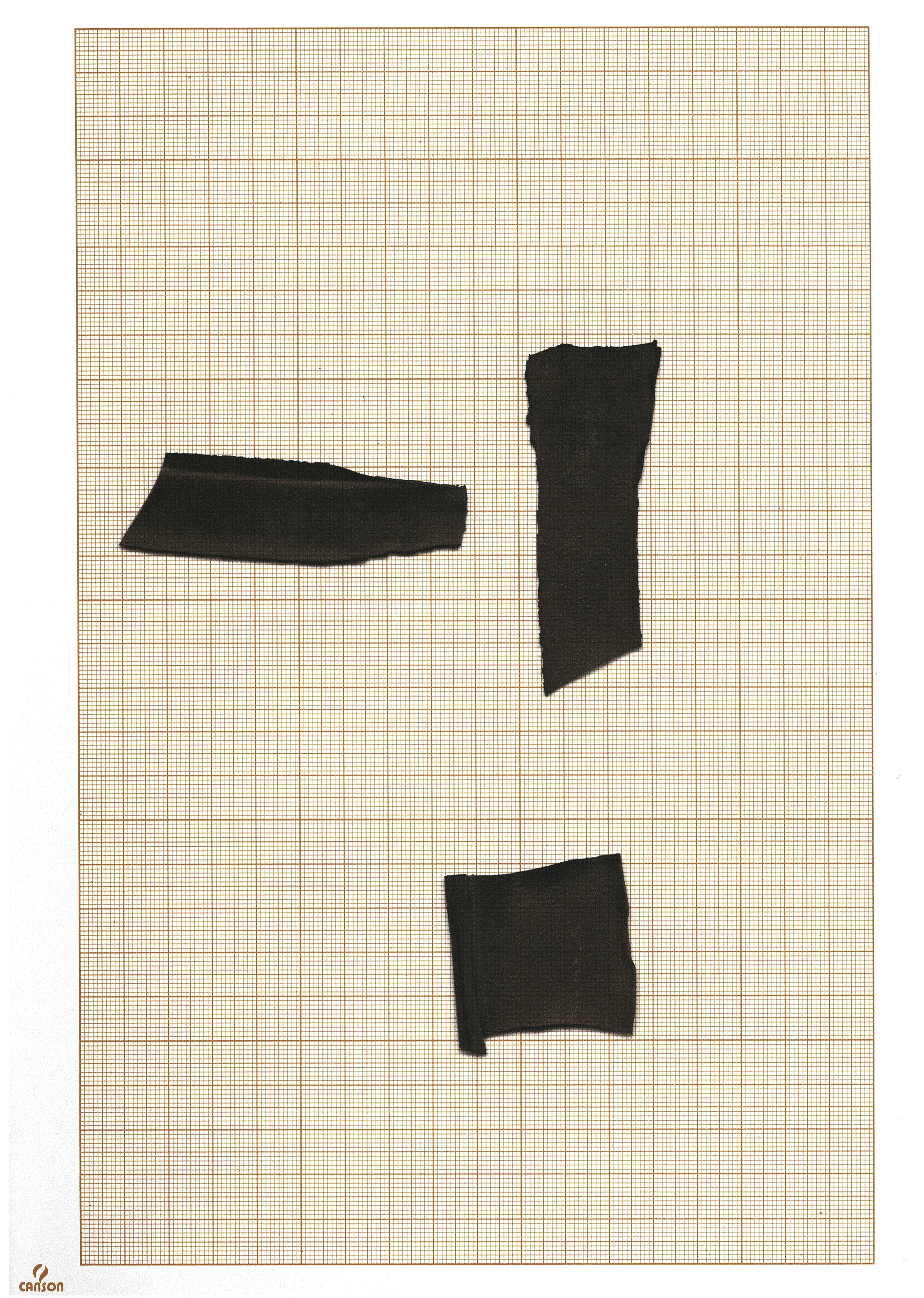
Stuck Gummi, 2020
- Lo Mismo, 2019
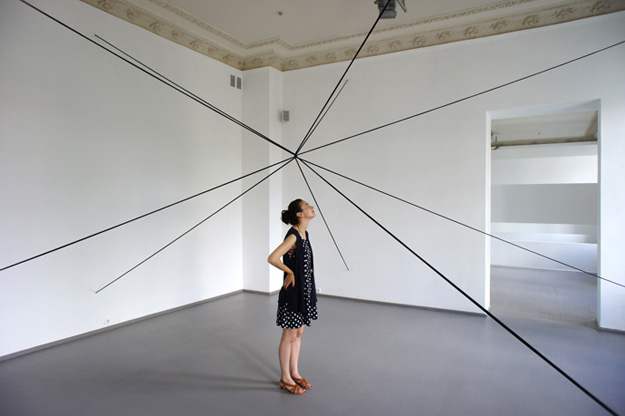
555, 2011
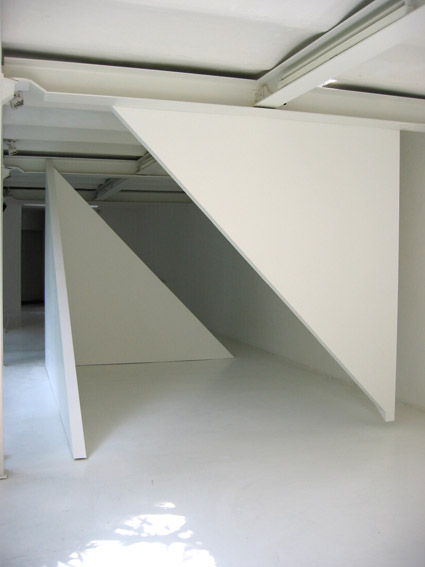
Heat and Dust, 2010
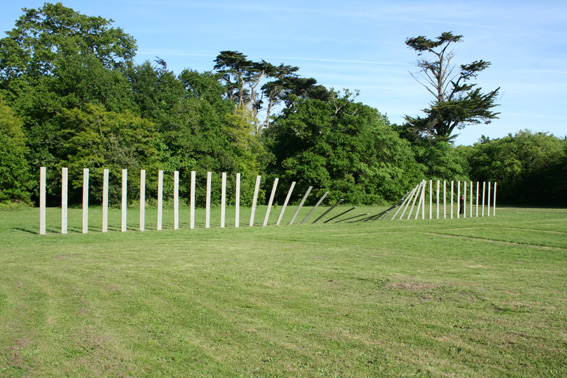
Right Here Right Now, 2009
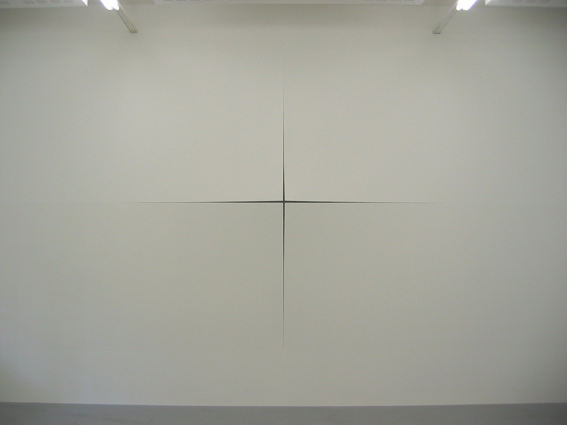
Dum-dum, 2008
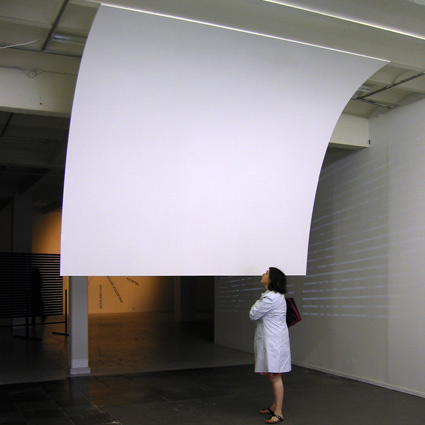
Affinity, 2007

- 2022 : Ouvrage, Maison Le Corbusier Frugès, Cité Frugès, Pessac
- 2021 : L’expérience de Suzhou, La Box, Bourges
- 2021 : Selon Toute Vraisemblance, Le Bel Ordinaire, Billère
- 2020 : Un Printemps Ensemble, en ligne
- 2020 : Volet bleu, Pau
- 2019 : Apposition, Looking For Architecture, Lyon
- 2018 : Apostolique, Galerie Où, Marseille
- 2018 : Sculpter, Musée des Beaux Arts de Rennes
- 2017 : Bl•a•ck Com•pos•ition, collaboration Pierre Labat & Sylvain Chauveau, Greylight Projects, Bruxelles
- 2016 : Flatland / Abstractions narratives # 1, Musée Régional d'Art Contemporain de Sérignan
- 2015 : Kaolin, galerie Emmanuel Hervé, Paris
- 2015 : Intertidal, galerie Eva Meyer, Paris
- 2015 : Effective Spaces, Macedonian Museum of Contemporary Art, Thessalonique
- 2014 : L’effacement des cartes (ou les index cachés), Les Instants Chavirés, Montreuil
- 2013 : Biennale d'art contemporain d'Anglet, Anglet
- 2012 : Armez les toboggans, Centre d'Art Le Quartier, Quimper
- 2011 : Tomas Martišauskis / Pierre Labat, Galerija Vartai, Vilnius
- 2010 : Le Précurseur Sombre, La Tôlerie, Clermont-Ferrand - La Clarté du Labyrinthe, Art-cade, Marseille
- 2009 : Affinity - Module, Palais de Tokyo, Paris - 3x3x3x3, Galerie De Multiples, Paris - 777, Château de Kerpaul, Loctudy - The Drake Equation, galerieACDC, Bordeaux
- 2008 : Le Renouveau du Temps, Maison Guerlain, Paris - Is a book drawing by numbers?, Galerie LENDROIT, Rennes - Zapping Unit, La Ferme du Buisson, Noisiel - MySpace, Galerie de l'École supérieure des beaux-arts, Rennes - Étienne Boulanger / Pierre Labat, Galerie de l'École supérieure d'arts, Brest
- 2007 : The First Time I Ever Saw Your Face, Holger Bleyhl's studio, Freiburg - Open, La Générale en Manufacture, Sèvres - Birds of a Feather, galerieACDC, Brest - The Re-Conquest Of Space, Overgaden, Institut d'Art Contemporain, Copenhague - Screening program, Festival Premiers Plans, Angers
- 2006 : Anthony Duchêne / Pierre Labat, Astérides, Marseille - Le plus petit dénominateur commun, Immanence, Paris

## Achat sur fonds publics
- 2013 : Artothèque de Pessac : Photogramme #30
- 2010 : FRAC Aquitaine : Affinity
- 2008 : FRAC Bretagne[2]: Shoot the sun

## Travaux
- Stuck Gummi - 2020 - impression sur papier millimétré - 21 x 29,7 cm - projet Un Printemps Ensemble
- Lo Mismo - 2019 - contreplaqué, vernis, six objets mexicains - dimensions variables - Faculté d'architecture UAQ, Querétaro, Mexique
- 555 - 2010 - contreplaqué, acrylique - 600 × 650 × 400 cm - exposition Pierre Labat / Tomas Martisauskis - Galerija Vartai - Vilnius
- Heat and Dust - 2010 - contreplaqué, acrylique - 250 × 250 × 350 cm - exposition La Clarté du Labyrinthe - Art-cade - Marseille
- Right Here Right Now - 2009 - bois, béton, acier - 3 200 × 250 × 250 cm - exposition 777 - Château de Kerpaul - Loctudy
- Dum-dum - 2008 - contreplaqué, acrylique - 680 × 400 × 18 cm - exposition MySpace - Galerie de l'école des Beaux Arts - Rennes
- Affinity - 2007 - contreplaqué, acrylique - 306 × 300 × 1,5 cm - exposition The Re-conquest of space - Overgaden - Copenhague

## Résidences
- 2022 : Les Gloriettes - résidence avec Sylvain Chauveau - Entre-deux-Mers
- 2011 : Villa Kujoyama - Kyoto
- 2009 : La Synagogue de Delme - Moselle
- 2006 : Astérides - Marseille